# Afronycteris
Afronycteris és un gènere de ratpenats de la família dels vespertiliònids. Els representants d'aquest grup són vespertiliònids petits i anteriorment es classificaven en el gènere Neoromicia. Tenen una àmplia distribució a l'Àfrica subsahariana, on viuen a les selves pluvials, les sabanes i, possiblement, els marges de rius i zones humides. El nom genèric Afronycteris és una combinació del prefix «afro-», en referència a la seva distribució, i la paraula grega νυχτερίδα (nikhterida), que significa 'ratpenat'.